# Escola Secundária Habibia
A Escola Secundária Habibia foi a primeira escola secundária do país, fundada em 1903, localizada em Cabul, Afeganistão, onde muitas figuras da elite afegã receberam, e ainda recebem, sua educação, incluindo o presidente Hamid Karzai e o mais famoso músico do país Ahmad Zahir. A escola fica ao sul da cidade, em um distrito conhecido como Carteh Seh, e foi duramente prejudicada durante a guerra civil dos anos 90, quando da expulsão do governo comunista de Mohammad Najibullah, em 1992.